# Ordonnac
Ordonnac é uma comuna francesa na região administrativa da Nova Aquitânia, no departamento da Gironda. Estende-se por uma área de 10,2 km². Em 2010 a comuna tinha 507 habitantes (densidade: 49,7 hab./km²).